# Henrik Jansson
Henrik Jansson (* 18. März 1972 in Åre) ist ein ehemaliger schwedischer Snowboarder. 
Jansson gab am 18. Januar 1996 in Innichen in der Halfpipe sein Debüt im Snowboard-Weltcup. Dabei erreichte er auf Anhieb den 9. Platz und somit eine Platzierung unter den besten zehn und erste Weltcup-Punkte. Einen Tag später stand er in seinem zweiten Weltcup erstmals auf dem Podium und wurde Dritter. Bei der Snowboard-Weltmeisterschaft 1996 in Lienz verpasste er in der Halfpipe mit dem vierten Platz nur knapp die Medaillenränge. Nach der Weltmeisterschaft gelangen ihm im Weltcup noch mehrere Punkterfolge, so dass er am Ende der Saison 1995/96 den sechsten Platz im Halfpipe-Weltcup erreichen konnte. Ab Januar 2007 begann Jansson mit dem Start im Snowboardcross. Bei der Snowboard-Weltmeisterschaft 1997 in Innichen erreichte er in der Halfpipe wie im Snowboardcross nur hintere Platzierungen. Ab Januar 1998 konzentrierte er sich auf Snowboardcross. Nach ersten guten Ergebnissen zum Beginn der Saison 1998/99 gewann er bei der Snowboard-Weltmeisterschaft 1999 in Berchtesgaden im Snowboardcross den Weltmeistertitel. Zum Saisonende in Kreischberg erreichte er im Snowboardcross erstmals das Podium mit dem zweiten Platz. Nach weiteren guten Saisonergebnissen belegte er am Ende der Saison den 18. Platz im Gesamtweltcup sowie den fünften Platz im Snowboardcross-Weltcup. Nach diesen Erfolgen konnte er an diese Leistungen nicht mehr anknüpfen. Im Weltcup gelangen ihm zwar noch Punkterfolge, jedoch blieb ein weiteres Podium oder ein Sieg aus. Bei der Snowboard-Weltmeisterschaft 2001 in Madonna di Campiglio erreichte er nur Platz 50. Nach zwei weiteren Jahren ohne vordere Plätze fuhr er 2003 sein letztes Weltcup-Rennen.